# Dan Ross
Daniel R. "Dan" Ross, född 9 februari 1957 i Malden, Massachusetts, död 16 maj 2006 i Haverhill, Massachusetts. Professionell amerikansk fotbollsspelare som spelade för Cincinnati Bengals (1979-1985), Seattle Seahawks (1985), och Green Bay Packers (1986). Han avled efter att ha kollapsat i sitt hem efter en joggingtur.